# St. Ursula (Kempten)

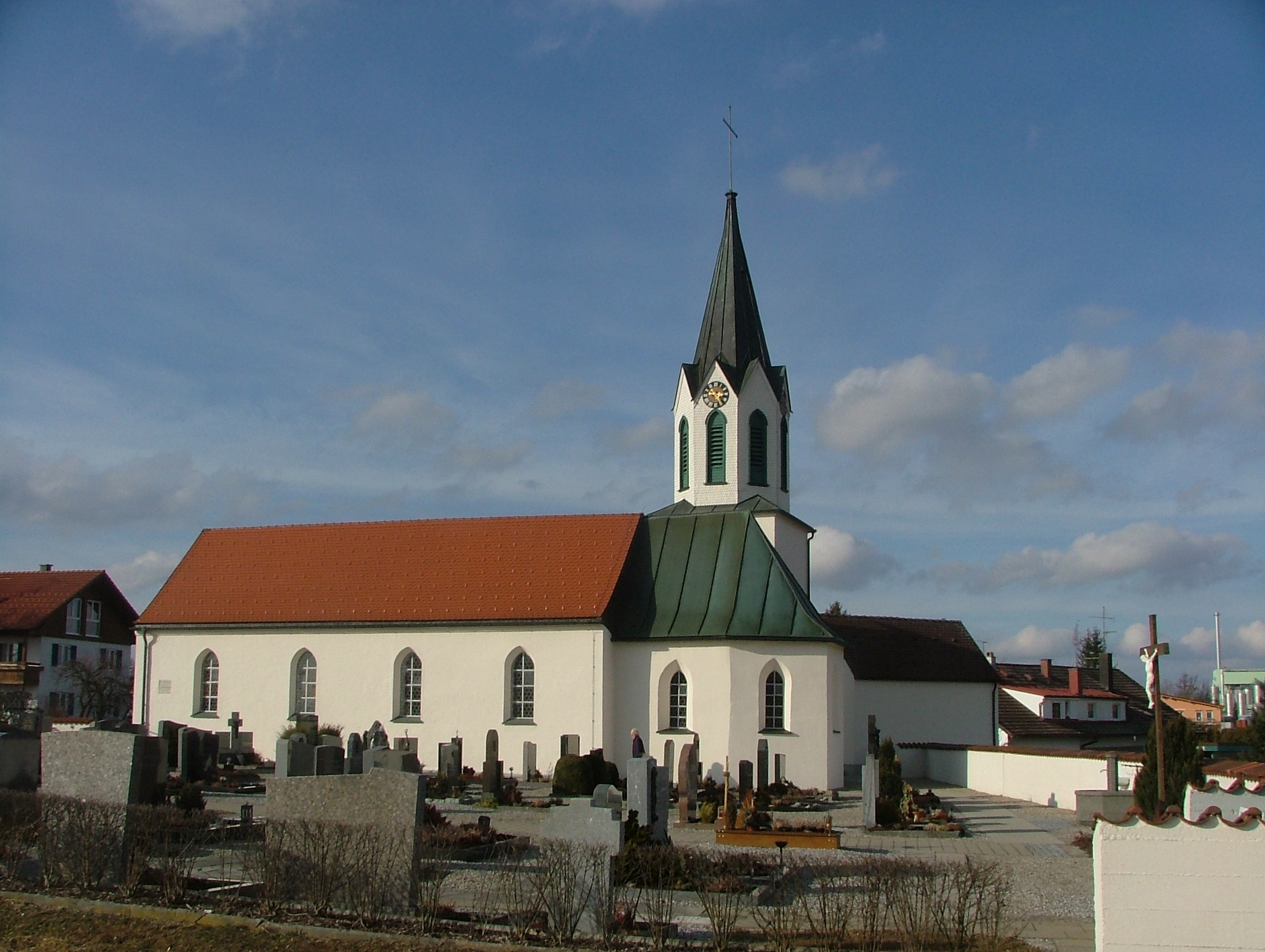
Filialkirche St. Ursula in Ursulasried (Kempten)

Die römisch-katholische Filialkirche St. Ursula ist ein denkmalgeschütztes Bauwerk in Ursulasried, einem Kirchdorf und Ortsbestandteil von Kempten (Allgäu). Sie gehört zur Pfarrei St. Magnus mit Sitz im Ortsteil Lenzfried, zur Pfarreiengemeinschaft Kempten-St. Ulrich im Dekanat Kempten des Bistums Augsburg.
Die im Kern spätgotische Kirche ist 1378 erwähnt worden, befand sich zunächst unter reichsstädtischem, seit 1545 unter stiftkemptischen Patronat. Das Langhaus wurde 1683 und 1864 erweitert. Die Kirche ist von einem kleinen Friedhof umgeben.

## Beschreibung
An den alten Kernbau erinnert noch ein dreiseitig abschließender Altarraum mit einem Spitzbogenfenster und Stichkappentonne, bei der die Rippen ausgeschlagen worden sind.
Das flachgedeckte Langhaus zu zwei Spitzbogenfensterachsen ist um zwei Fensterachsen des Emporenjochs von 1864 verlängert. Der Kirchturm im nördlichen Chorwinkel hat im Untergeschoss ein Kreuzgratgewölbe, ist außen gegen das mit Profilgesims schließende Obergeschoss abgestuft und trägt ein hölzernes oktogonales Glockengeschoss mit Spitzhelm.
Die Ausstattung im Altarraum stammt aus dem Jahr 1867 – die Altäre sind ädikulaförmige Holzaufbauten, die Altarblätter zeigen die Kreuzigung, die heilige Ursula und die Verkündigung. Die Blätter stammen aus dem Jahr 1867 von einem A. Morshäuser.